# Byrsonima nemoralis
Byrsonima nemoralis är en tvåhjärtbladig växtart. Byrsonima nemoralis ingår i släktet Byrsonima och familjen Malpighiaceae.

## Underarter
Arten delas in i följande underarter:
- B. n. dressleri
- B. n. nemoralis